# 胡季基夫齊
48°36′49″N 26°8′3″E / 48.61361°N 26.13417°E
胡季基夫齊（烏克蘭語：Худиківці）是位於烏克蘭西部特諾皮爾州裏喬爾特基夫區的村莊，處於德涅斯特河畔，面積3.05平方公里，海拔高度174米，2007年人口689。